# تشاك بيركنز
تشاك بيركنز (بالإنجليزية: Chuck Perkins)‏ هو شاعر أمريكي، ولد في 25 أغسطس 1965 في نيو أورلينز في الولايات المتحدة.